# Гамильтон, Малкольм
Ма́лкольм Га́мильтон (англ. Malcolm Hamilton; 14 декабря 1932 — 17 ноября 2003) — американский клавесинист

.
Учился в Университете штата Вашингтон, став его первым выпускником со специализацией по клавесину, а затем в Университете Южной Калифорнии под руководством Алисы Элерс. В 1967—1997 гг. преподавал там же. Сочетал сольную исполнительскую карьеру с участием в Лос-Анджелесском камерном оркестре под управлением Невилла Марринера. Наиболее значительная запись Гамильтона — 48 прелюдий и фуг Иоганна Себастьяна Баха.